# Chinesenspiel

Spelbräde till Chinesenspiel.

Chinesenspiel, översatt till svenska "kinesspel", är ett tyskt brädspel, härstammande från 1800-talet. Det utgör en förenklad version av pachisi, ett indiskt brädspel som också har gett upphov till fiaspelet. Namnet på spelet är ett utslag av dåtida Kinasvärmeri. Spelet saknar skicklighetsmoment och är i första hand avsett för barn.
Två, tre eller fyra spelare kan delta. Alla har en spelpjäs var, i form av en traditionell kinesisk figur, som vid spelets början placeras vid den hörnruta som har samma färg som spelpjäsen. Spelet går ut på att med ledning av tärningskast flytta pjäserna runt brädet och därefter in till brädets mittruta.
Den speciella tärning som används har fyra av sidorna markerade med färger, motsvarande varsin spelpjäs, och två vita sidor. Man får flytta fram ett steg om ens egen färg kommer upp på tärningen. Kommer en vit sida upp får man kasta om tärningen. Visar tärningen en av motspelarnas färger går turen vidare till nästa spelare.
Den spelare som först lyckats få in sin pjäs till mittrutan vinner spelet.